# Schmiedemarke

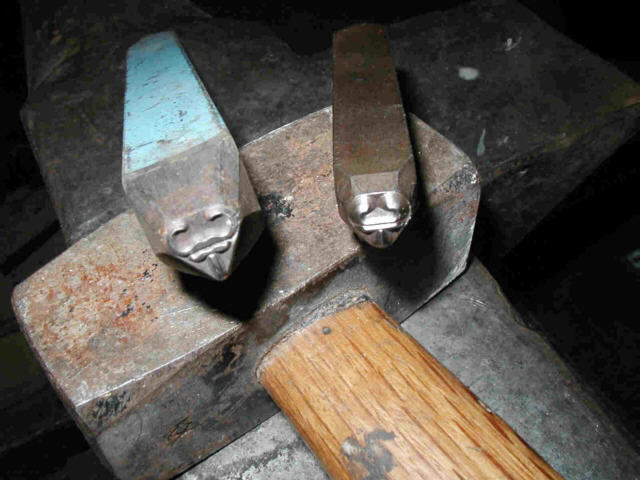
Schmiedemarke

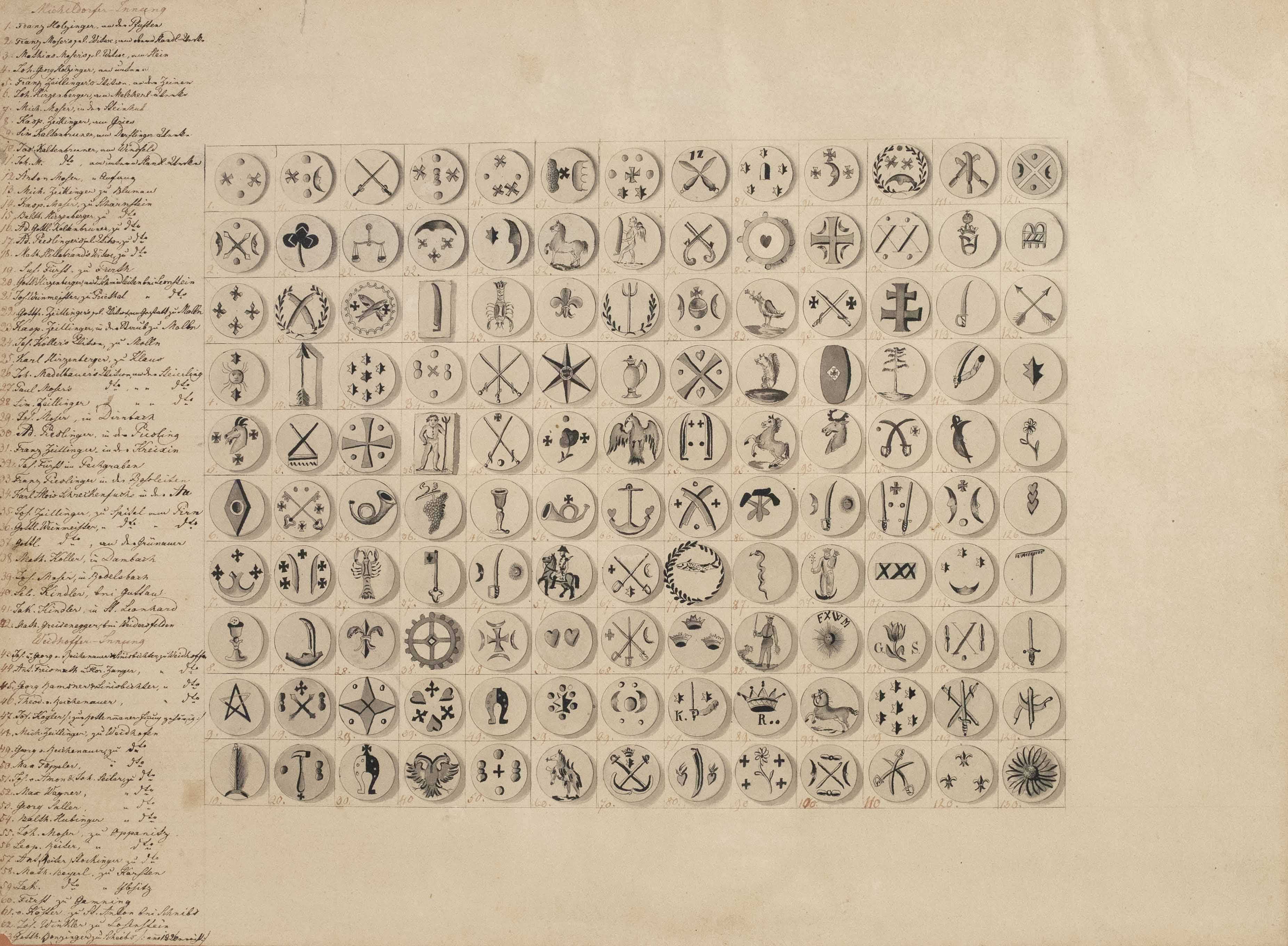
Schmiedemarken-Verzeichnis der Sensenwerke-Innung in Micheldorf und Waidhofen; Österreich, Mitte 19. Jh.

Eine Schmiedemarke, auch Schmiedestempel oder Schmiede-Logo genannt, ist ein vom Schmied in das gefertigte Werkstück eingebrachtes Symbol.
Ein Schmied, welcher einen Gegenstand hergestellt hatte, "signierte" sein Werk traditionell durch das Einschlagen einer individuellen Marke, die sein Zeichen, seine Initialen o. ä. darstellte. Mit dem Einschlagen dieser Marke stand er mit seinem Namen und Ruf dafür gerade und bürgte dafür, dass das von ihm gestempelte Werkstück auch den allgemeinen Anforderungen hierfür entsprach.
Schmiedemarken finden sich in der Regel auf Blankwaffen aller Art aus den vergangenen Epochen, und auch jetzt in der Neuzeit haben einige Schwert- und Messerschmiede die Schmiedemarke wieder für sich entdeckt und stempeln ihre Klingen nach altem Vorbild. Es gibt aber auch zahlreiche Werkzeuge mit Schmiedemarken, z. B. hochwertige Sicheln und Beile.
Die Schmiedemarke ist ein aus Stahl hergestellter Stempel, der das Logo des Schmieds spiegelverkehrt darstellt. Sie wird in der Regel in das glühende Objekt am Ende des Schmiedevorgangs eingeschlagen oder nach Beendigung der Bearbeitung in das erkaltete Werkstück. In der Neuzeit wird die Schmiedemarke auch oft elektrisch mittels einer Schablone und flüssigem Elektrolyt eingeätzt.